# Csekefalva
Csekefalva  (románul Cechești, németül Böhmdorf) falu Romániában, Erdélyben, Hargita megyében. Közigazgatásilag Szentábrahámhoz tartozik.

## Fekvése
Székelykeresztúrtól 3 km-re északra, a Gagy-patak mellett fekszik.

## Nevének eredete
Neve a magyar Cseke személynévből származik (magyarul: csekik = növésben elmarad).

## Története
Területe már az ókorban lakott volt. 1977-ben falu déli szélén dák és kora középkori településnyomokat, 1981-ben a Gagy jobb partja fölötti teraszon 12. századi település 
maradványait találták. A trianoni békeszerződésig Udvarhely vármegye Székelykeresztúri járásához tartozott. 1992-ben 496 lakosából 438 magyar, 43 cigány és 15 román volt.

## Látnivalók
- Református temploma a 17. századi kápolna helyén 1829 és 1832 között épült.
- Unitárius temploma 1833 és 1838 között épült az 1724-ben már állt régi templom helyett.
- Csekefalvi Unitárius Egyházközség

## Híres emberek
- Itt született Kozma Ferenc (1844–1920) pedagógus, művelődésszervező, publicista, az MTA tagja.
- Itt született 1851-ben Bodó Ádám egyházi író, tanár.
- Itt született 1921-ben Lőrinczi Miklós helytörténész.